# شهرستان یونیون (فلوریدا)
شهرستان یونیون، فلوریدا (به انگلیسی: Union County, Florida) یک سکونتگاه مسکونی در ایالات متحده آمریکا است که در فلوریدا واقع شده‌است.

## خصوصیات
شهرستان یونیون ۶۴۷٫۵ کیلومترمربع مساحت دارد.